# Reseda Beach
Reseda Beach es el tercer álbum de estudio de la banda de hip hop underground Styles of Beyond, publicado el 23 de octubre de 2012. Es su primer trabajo en salir a la venta bajo el sello de la discográfica Machine Shop Recordings. El disco dura alrededor de 40 minutos y en el hacen apariciones artistas como Apathy, Celph Titled, Michael Bublé y Mike Shinoda, entre otros.

## Lista de canciones
- 01 "Here We Go"
- 02 "Hard"
- 03 "Sugar Honey Iced Tea"
- 04 "Take That" (con Celph Titled)
- 05 "Call My Name"
- 06 "Bumble Bee"
- 07 "The Pirate Song"
- 08 "Damn" (con Michael Bublé)
- 09 "Get Stupid'r"
- 10 "Howdy Doodie"
- 11 "Live From Ibiza (skit)"
- 12 "You Love Us"
- 13 "Shut It Down" (con Celph Titled)
- 14 "Dunky Fividendz" (con Apathy)
- 15 "Second II None" (con Mike Shinoda)
- 16 "The Valley (skit)"

## Créditos
- Ryu (Ryan Maginn) - voz
- Tak (Takbir Bashir) - voz
- DJ Cheapshot - tornamesas
- Vin Skully - productor